# غارنت دونكان
غارنت دونكان هو محامي وسياسي أمريكي، ولد في 2 مارس 1800 في لويفيل في الولايات المتحدة، وتوفي في 25 مايو 1875. نشط حزبياً في حزب اليمين. وقد انتخب عضو مجلس النواب الأمريكي ‏.